# Лаваль (округ)
Лаваль (фр. Laval) — округ (фр. Arrondissement) во Франции, один из округов в регионе Страна Луары. Департамент округа — Майен. Супрефектура — Лаваль.
Население округа на 2006 год составляло 148 964 человек. Плотность населения составляет 82 чел./км². Площадь округа составляет всего 1812 км².